# Lilium tsingtauense
Lilium tsingtauense är en liljeväxtart som beskrevs av Ernest Friedrich Gilg. Lilium tsingtauense ingår i släktet liljor, och familjen liljeväxter. Inga underarter finns listade.

## Bildgalleri

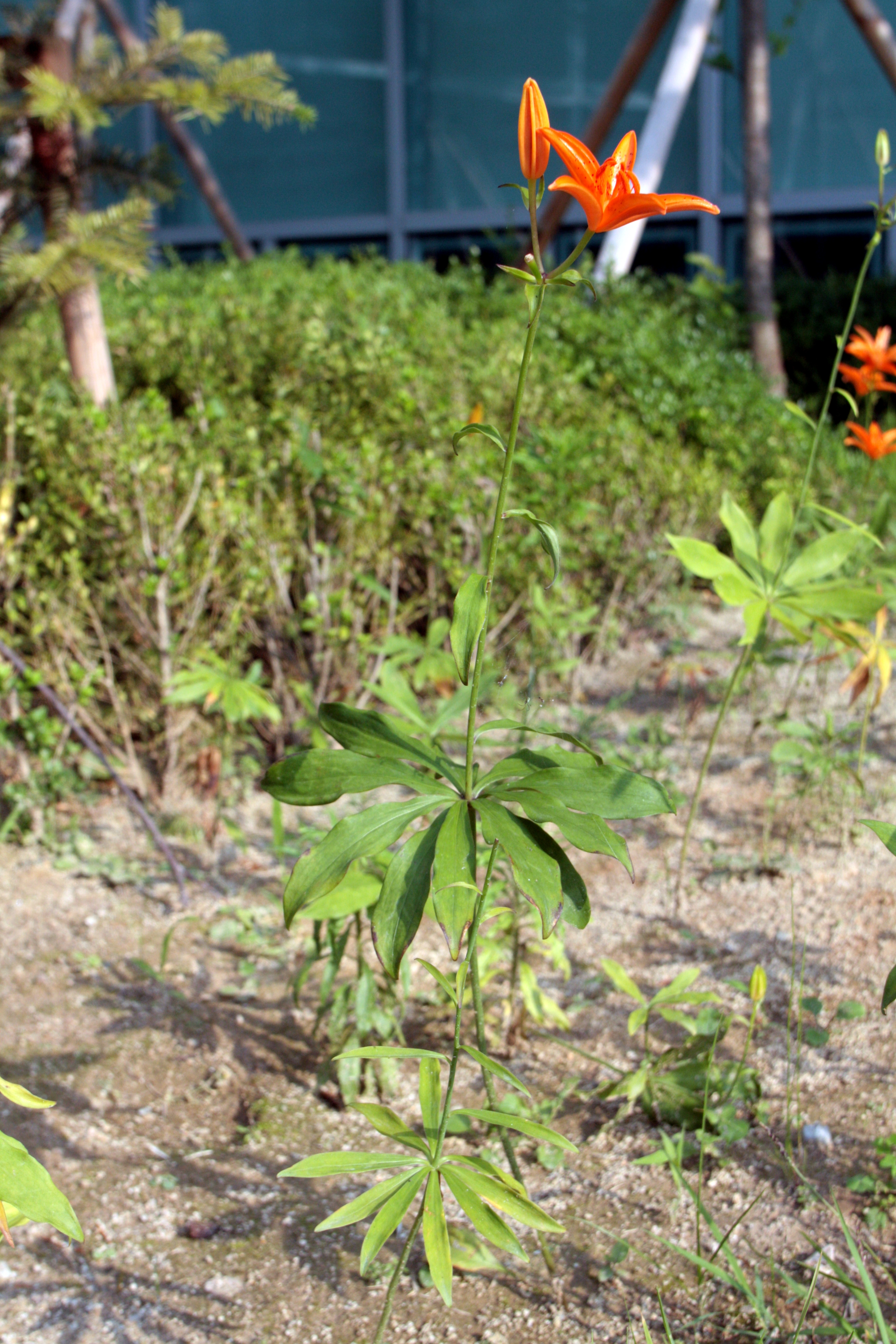
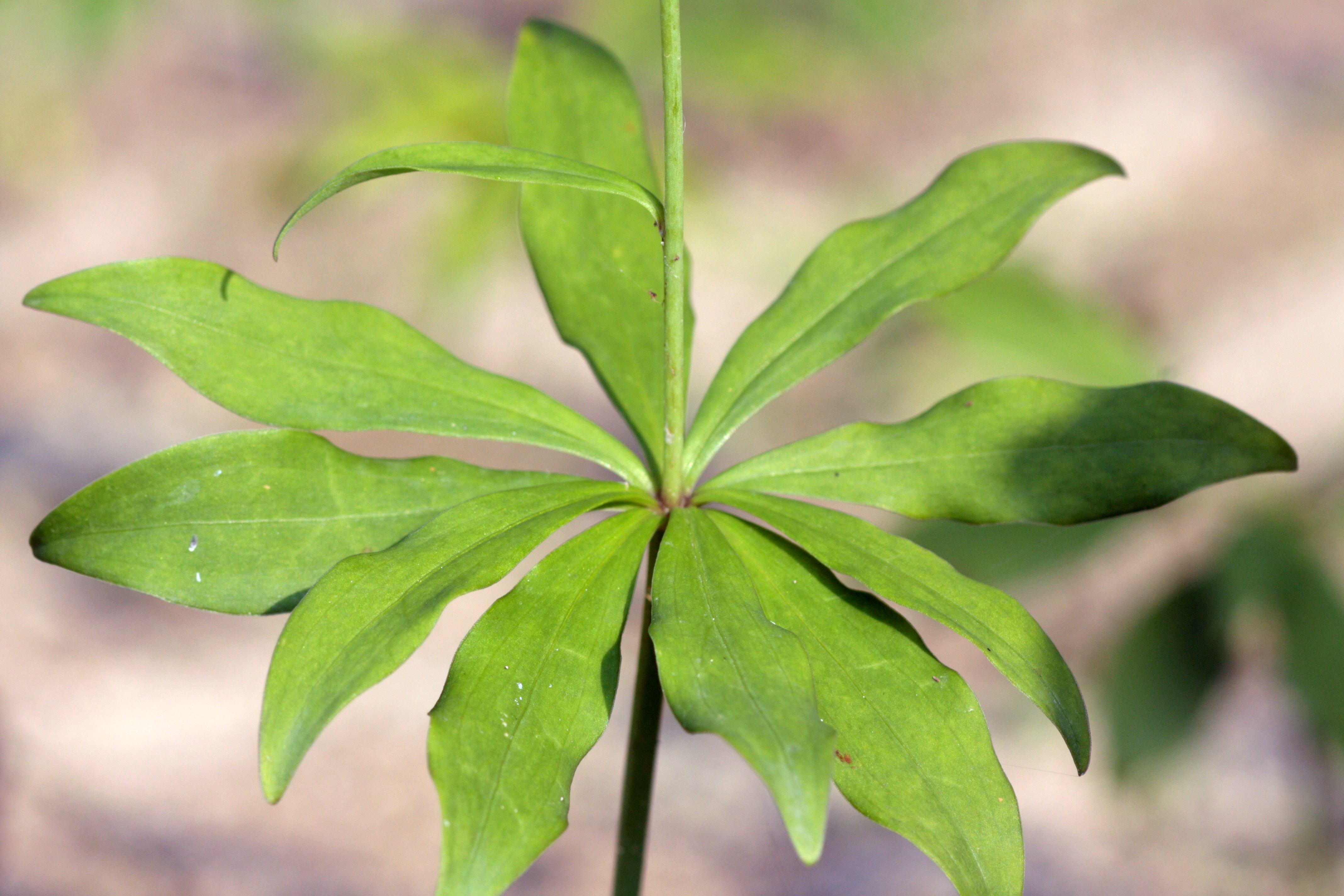
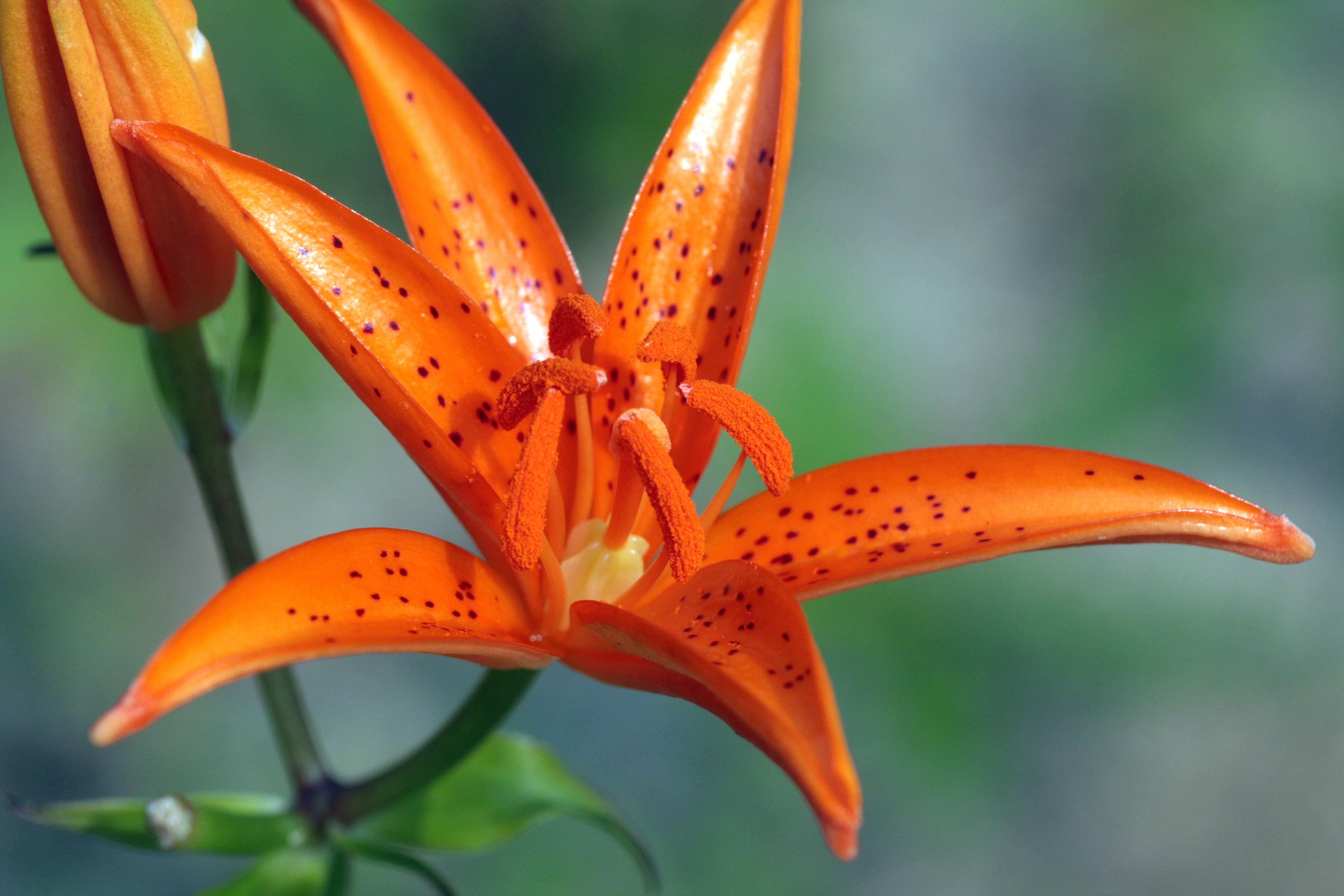
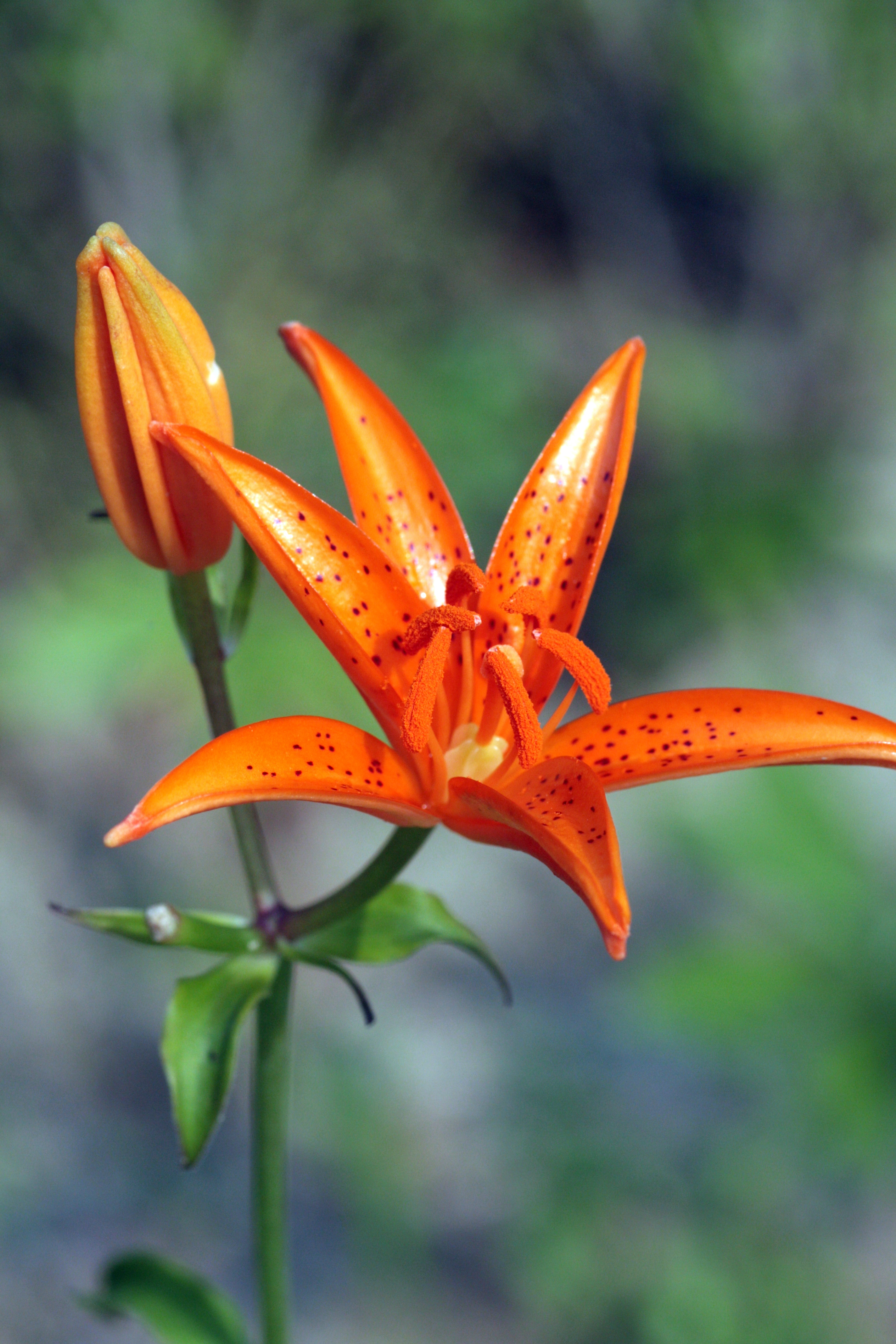
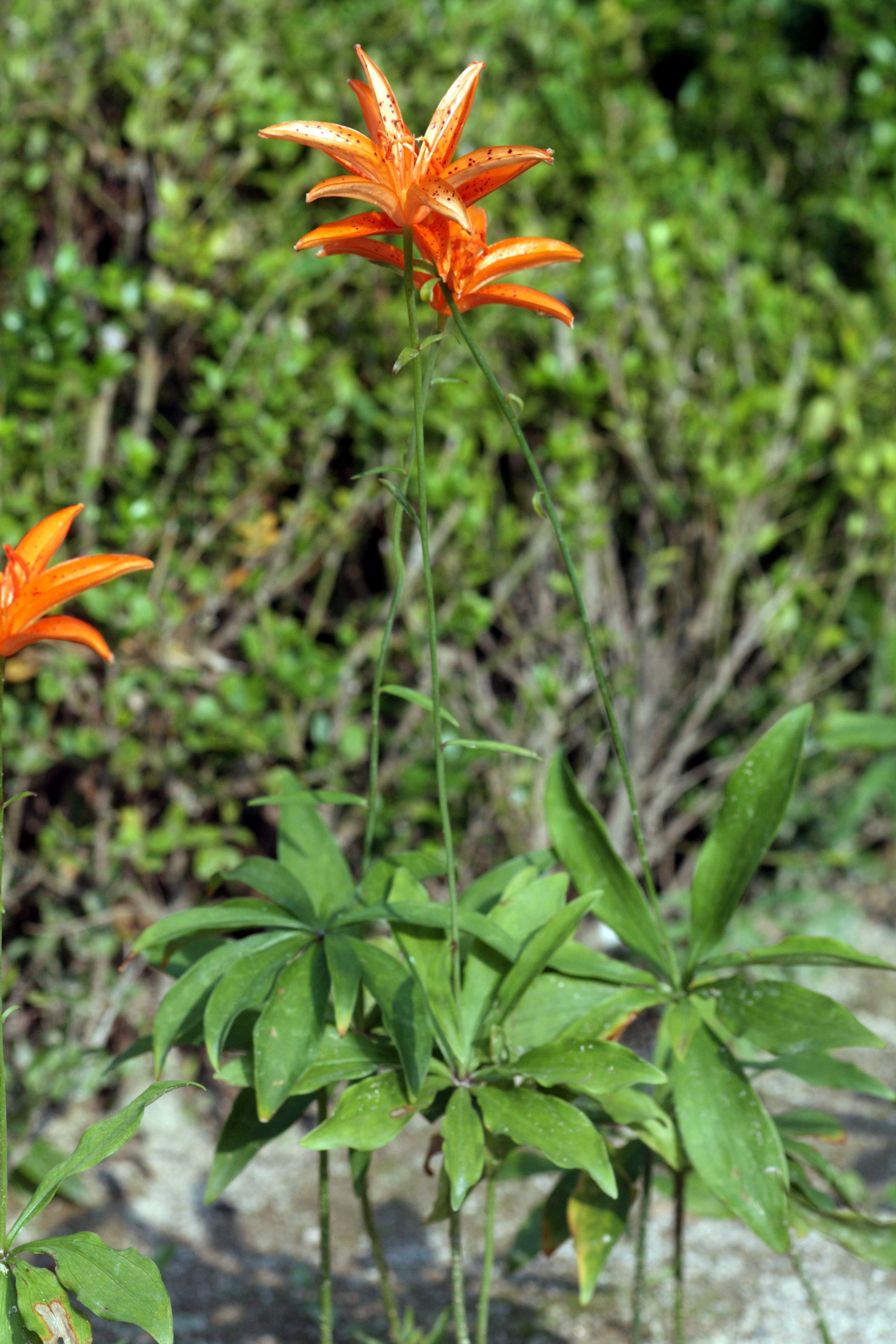
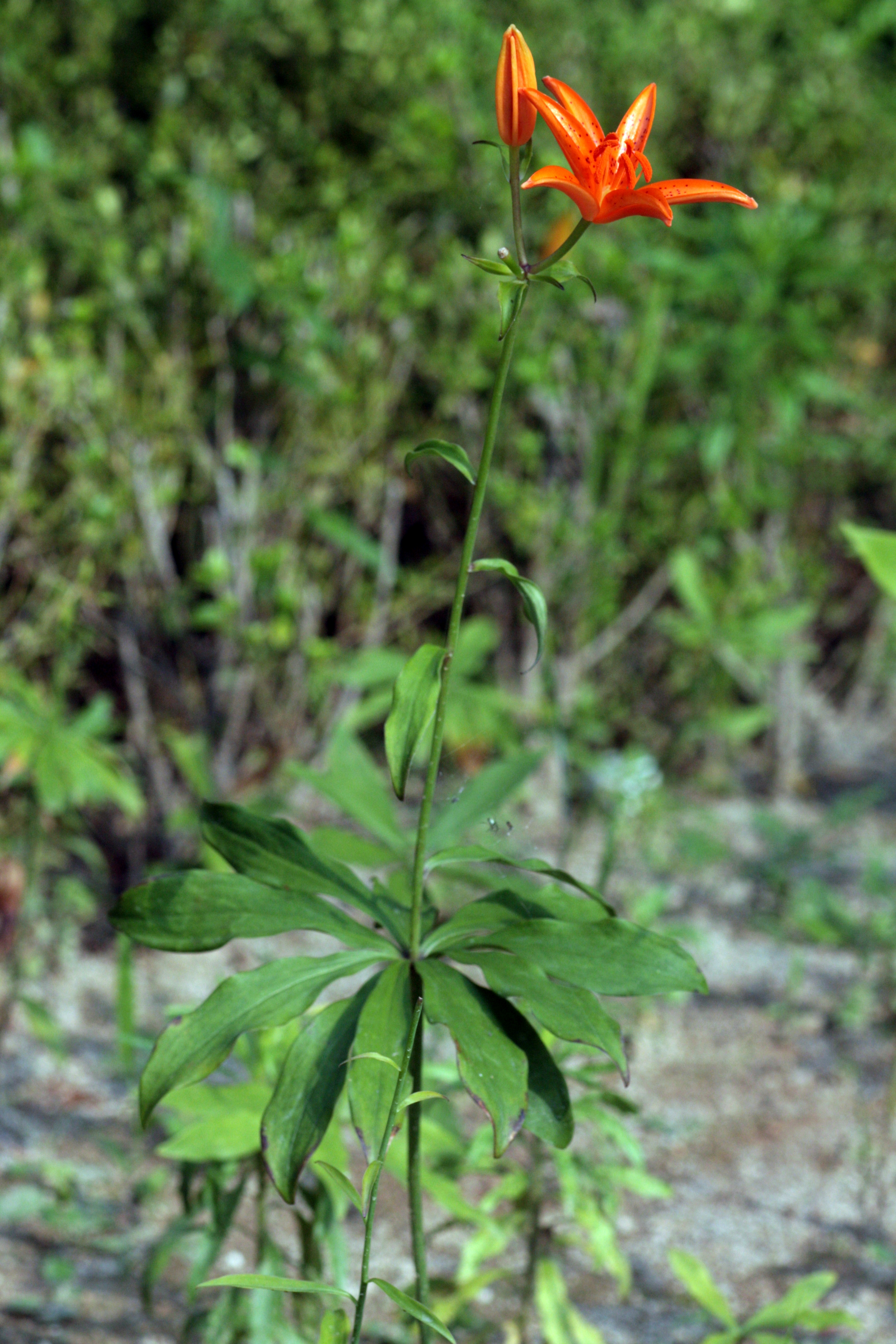